# Temljine
Temljine este o localitate din comuna Tolmin, Slovenia, cu o populație de 45 de locuitori.